# Slatte
Slatte var en medeltida frälseätt, från vilken medlemmar introducerades på som svensk adelsätt på Sveriges Riddarhus vid dess grundande 1625 på nummer 97. Ätten utslocknade efter 1689.

## Historia
Enligt Gabriel Anreps ättartavlor var ättens äldste kände medlem en väpnare Lars på 1300-talet, vars son Slatte Laurentzson skulle ha givit ätten dess namn. Modernare genealogisk forskning menar dock att den förste med visshet kände Slatten var häradsdomhavanden Anders Slatte, som bodde i Lidhem i Locknevi socken i Vimmerby kommun i Kalmar län, och levde under 1400-talets första hälft (enligt Anrep skulle denna ha varit sonsons son till den nämnde Slatte Laurentzson). Anders Slattes föräldrar heter Jöns Slatte, bördig från Lidhem, Kalmar, och Ingeborg Andersdotter.
Anders Slatte hade patronymikon Larsson. Han var gift med en dotter till Lucia Ulfsdotter. Lucia bodde på sätesgården Lidhem som änka efter Nils Jonsson (kluven sköld). Nils nämns på Lidhem år 1419 och Lucia 1428. Anders omnämns på sätesgården 1428-1430. Huruvida Anders hustru också var dotter till Nils Jonsson är inte klarlagt, och hon kan ha varit en dotter från ett äktenskap av Lucias före Nils.
Ätten introducerades 1625 med nr 97 på det då nyinrättade Riddarhuset genom den ovannämnde Anders Slattes sonsons sonsons son, överstelöjtnanten Nils Slatte (död 1638). Gustaf Elgenstierna skriver i Den introducerade svenska adelns ättartavlor: 
| ”                                                                   | Tvenne på riddarhusgenealogien icke upptagna personer, vilka förde ättens vapen – en stjärna över en liggande halvmåne, som vid introduktionen ändrades till en upprättstående halvmåne mot en stjärna – hava icke kunnat inpassas i genealogien, nämligen underhäradshövdingen i Hanekinds härad i Östergötland Gunnar Djäken, som beseglar brev under åren 1408–1420, och häradshövdingen i Kinds härad i Västergötland Knut Håkansson 1516. Den senare tillhörde den västgötska frälsesläkt, som blivit kallad Tun och vars medlemmar i allmänhet förde i vapnet en upprättstående halvmåne mot två stjärnor. | „ |
| – Gustaf Elgenstierna, Den introducerade svenska adelns ättartavlor | |   |

Ätten utgick på svärdssidan någon gång efter 1699 med denne Nils sonson, korpralen Eric Slatte, vilken detta år tog avsked ur svensk tjänst och bosatte sig i England. Hans dödsår är okänt, han var levande 1699.
Hans Gillingstam uppger att Stockholms borgmästare Peder Slatte torde trots sin småländska börd ej kunna vara identisk med Ingeborg Andersdotters son med samma namn, ty han ärvdes 1516 av sin broder Jakob Slatte i Västervik och sin syster Birete i Kalmar"; såsom C. C. Sjöden påpekat, äro även andra personer med tillnamnet Slatte kända, vilka ej kunnat inpassas i frälsesläkten. 

## Släkttavla för de äldre Slattarna
Släkttavlan är uppförd enligt Hans Gillingstams Slattarnas äldre filiationer från artikeln Studier rörande Vasatidens lågfrälse, baserad på den enda kända, från 1540-talet härrörande avskriften av Biskop Hans Brasks släktbok.
1. Anders Slatte i Lidom. Död tidigast 1430.
  1. Ingeborg Andersdotter, gift med Jöns Trulsson.[6]
    1. Anna, gift med Arvid Ottesson (Bååt) [6]
      1. Nils (död före 1544). [6]
      2. Margareta. [6]
      3. Gustav

    2. Bengt Slatte i Forsa (Sturefors). Gift med Marina Gregersdotter. [6]
      1. Gregers Bengtsson.
      2. Ingeborg (Ingrid?) Bengtsdotter, gift med Lars Tidemansson (Hjortöätten), död omkring 1559. (kallas av Roger Axelsson Ingrid). [6]
        1. Karin, gift med Nils Bröms. [6]

    3. Nils Slatte (död före 1512). Häradshövding i Ydre. Gift med Elin Svensdotter (Grabyätten), död tidigast 1555. Roger Axelsson nämner i DMS att kungen skriver:  kungen till Halsten Bagge att han ska överlämna jordabreven över L som salig Sven Nilsson (Slatte), Elin Svensdotters son, utan rätt anammade efter det att Erengisle Ulfsson dött på L, och därefter lämnade till Halsten för förvaring[6]
      1. Jöns Nilsson (död 1542), fogde.
      2. Erengisle Nilsson
      3. Sven Nilsson (Slatte) i Graby, död före 1549.[6]
        1. Helga Svensdotter, gift med Tönne Olofsson.[6]

    4. Peder Slatte

  2. Nils Slatte i Botorp. Gift med Margareta Nilsdotter (Bagge).
    1. Erik Slatte i Forsa (Slattefors), död 1532. Häradshövding i Kinda, Bankekind och Gullberg. Gift med Anna Lydikadotter (munk).
      1. Gustav Lydert Slatte i Söderby (död tidigast 1555), häradshövding i Gullberg.
      2. Nils Slatte i Forsa (Slattefors), död 1576, fogde.
      3. Bengt Slatte (död tidigast 1542). Häradshövding i Memming. Gift med Margareta Nilsdotter (Vinge), död omkring 1585.
      4. Werner Slatte i Högsrum, häradshövding i Algutsrum härad och Tuna län.
      5. Karin (död 1584).  Gift med Truls Skrivare (Ravnäsätten), död 1551.

    2. Birgitta, gift med Lasse Olsson (Slang) i Strömsnäs (Strömsnäs säteri  i Viborgs socken)[7].

  3. Gustav Slatte (död tidigast 1488). Häradshövding i Österbotten. Gift med Brita Pedersdotter (Svärd, äldre ätten).[8] (dotter till Peder Svärd till Haga och Kräpelby?). Enligt Adelsvapen-Wiki var Brita dotter till Peder Olofsson Svärd, domhavande i Nedre Satakunta härad i Finland, och Carin Håkansdotter (Frille) som var av dansk adel.[9]
    1. Anna (levde 1530) , gift 1) med Fader Persson,[6] och gift 2) med frälsemannen på Åland Erik Sluk, som rymde »förrädeligen av landet» efter 1526-10-09. [3]
    2. Anders Slatte (död omkring 1525),[6] häradshövding i Nedre Satakunta.
    3. Karin (död före 1538). Gift med Otte Nilsson (Hästehufvud).
    4. Ingeborg, gift med Henrik Nilsson (Lapp), död omkring 1540.
    5. Margareta (död omkring 1548), gift med Gödeke Fincke (Fincke, yngre ätten), död tidigast 1518.

Med oklar koppling till de tidigare nämnda:
Uppgifter från Biskop Hans Brasks släktbok.
1. H Karina Niels Gudmunsons 
  1. H Ingeborg
  2. Gerdruid Sonas, gift med Sone (Germunds Sonesson (Slatte)? [6])
    1. Per Slatte
    2. Niels Slatte
    3. Gudmun Slatte

  3. Per Nielsson

## Släkttavla för den introducerade adelsätten nummer 97
Släkttavlan uppförd enligt Gustaf Elgenstierna, Den introducerade svenska adelns ättartavlor: 
1. Nils Eriksson Slatte  till Algö i Överselö socken Södermanlands län samt Högsrum och Näs. Nils Eriksson var son till Erik Bengtsson, vilken var son till Bengt Wernersson, i sin tur son till #Werner Slatte i Högsrum, häradshövding i Algutsrum härad och Tuna län, se ovan. Nils Slatte blev 1625 på ättens vägnar introducerad på Sveriges Riddarhus under nr 97. Död 1638-03-13 i Stockholm och begraven i Överselö kyrka, där hans vapen uppsattes. Gift 28 1613-08-13 med sin moders sysslings dotter Carin Soop, död 1658 och begraven s. å. 7/10 i Stockholm20, dotter av Lars Åkesson Soop (1559-1607), och Brita Ulfsdotter Snakenborg (Bååt)
  1. Bengt, till Väderum i Tuna socken Kalmar län. Född 1617 på Algö. Levde utan tjänst. Död 1677 och begraven 1686-03-07 i Nässjö kyrka Jönköpings län, där hans vapen ses. Gift omkring 1640 med Catharina Hammarskjöld, från vilken han 1649-05-25 blev skild, dotter av översten Peder Michelsson, adlad Hammarskjöld, och hans 2:a fru Christina Stierna.
  2. Lars, född 1618-02-05. Kapten. Erhöll 1663-11-05 k. brev på två hemman i Gryts socken Södermanlands län. Död 1672-10-15 och begraven i Gryts kyrka, där hans vapen finnes. Gift före 1663 med Margareta Magdalena Crail, död före 1678-01-18, dotter av översten Georg Günther Kraill von Bemeberg, naturaliserad Crail, och hans 2:a fru Christina von Masenbach.
  3. Brita, till Bankeberg i Fliseryds socken Kalmar län, levde 1687. Gift med översten Carl Svinhufvud af Qvalstad, död 1667.
  4. ?Johan. Fänrik vid östra Nylands regemente. Död 1648-04-00.
  5. Erik Slatte till Algö i Överselö socken, Södermanlands län, Stensholm i Hakarps socken, Jönköpings län och Hovby i Västra Eneby socken, Östergötlands län. Född 1626-07-27 (enligt huvudbaneret i Överselö kyrka). Löjtnant vid Tavastehus läns infanteriregemente 1649-04-00. Kapten vid Kronobergs regemente 1655-02-00. Generaladjutant 1657. Överstelöjtnant vid bergsregementet 1658-10-14 och ännu 1660. Överste. Död 1673-04-27 på Stensholm, bisatt i Jönköping och begraven i Överselö kyrka. Gift 1:o 166233 med Marta Kagg, född 1629-06-21, begraven 1663-11-29 i Västra Eneby socken, dotter av överstelöjtnanten Matts Kagg, och Marta Ulf af Horsnäs. Gift 2:o 1664-10-19 med friherrinnan Sofia Beata Skytte af Duderhof, död 1695 i Jönköping och begraven där s. å. 27/10 samt sedan förd till Hakarps kyrka, dotter av landshövdingen friherre Jakob Skytte af Duderhof, och Anna Nilsdotter (Bielkenstierna). Samtliga hans barn från det andra giftet:
    1. Anna Maria, till Stensholm, som hon 1696 fick i arvskifte. Född på 1660-talet. Död 1723-11-29 Djuvarp och begraven s. å. 15/12. Gift 1685-01-30 Ingsberg med hovrådet och överintendenten Gustaf Gustafsson Queckfeldt, adlad Queckfeldt, i hans 2:a gifte, född 1628, död 1712.
    2. Gunilla Sofia, död 1717-05-23 på Ribbingsnäs i Barkaryds socken, Jönköpings län och förd s. å. 28/5 till Hakarps socken. Gift 1686-03-04 på Ingsberg med kaptenen Knut Patkull, född 1652, död 1722.
    3. Erik. Korpral vid Västgöta kavalleriregemente. Avsked 1689-09-30. Återkom 1698 till fäderneslandet, sedan han vistats omkring 10 år i främmande länder. Levde 1699-01-20. Död ogift och slöt ätten.

  6. Christina, till Högsrum, död 1684. Gift med sin broders svåger, ryttmästaren Hans Jakob Crail, levde 1677